# Разтоки (притока Вагу)
Разтоки (словац. Ráztoky) — річка; ліва притока Вагу, протікає в окрузі Мартін.
Довжина приблизно 7,2—8,5 км. Витік знаходиться в масиві Велика Фатра — на висоті приблизно 1130 метрів.
Протікає територією села Нолчово.. Впадає у Ваг на висоті приблизно 405-410 метрів.